# Koertsjatov-instituut

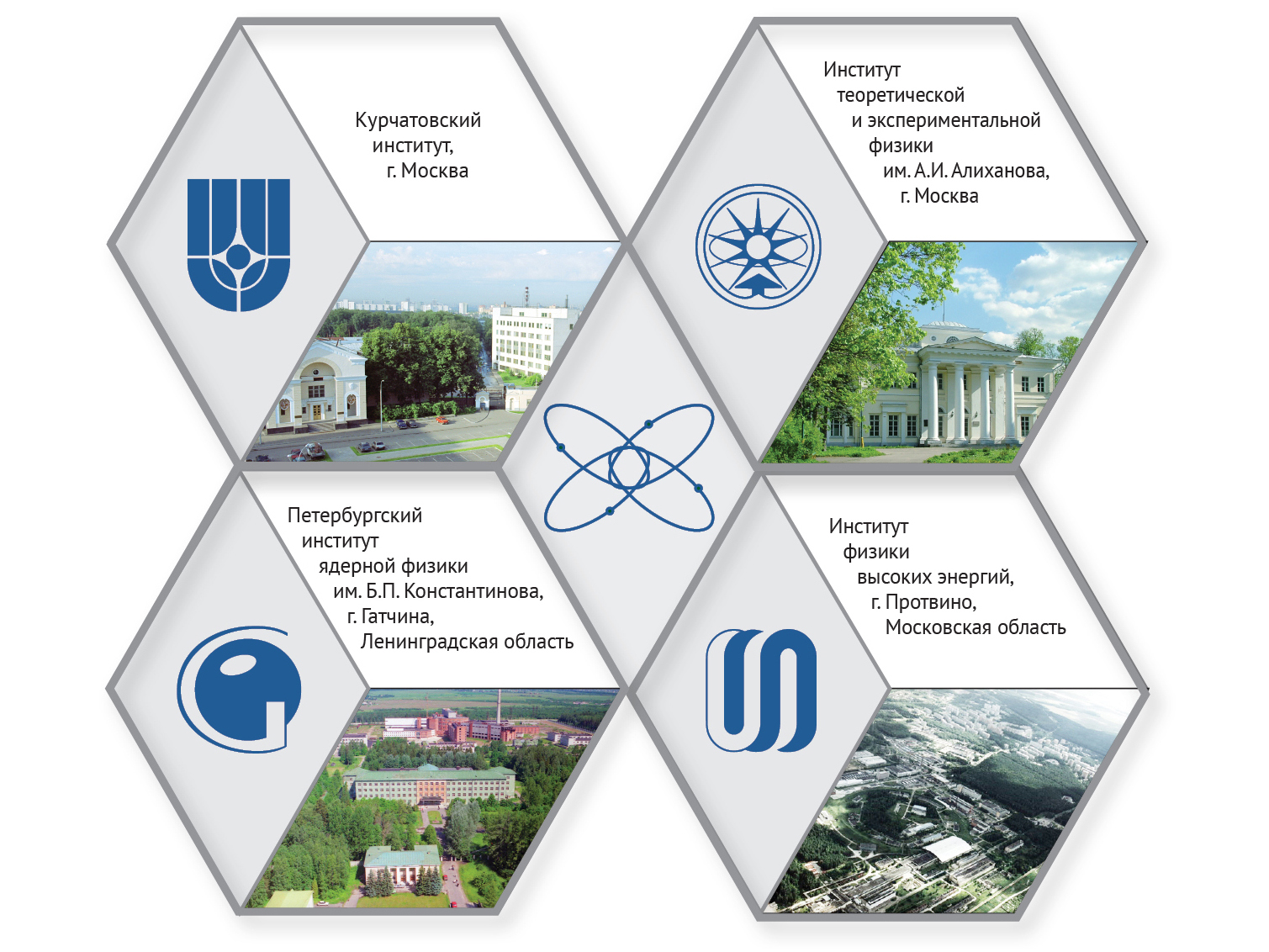
Instituutsgebouw

Het Koertsjatov-instituut (Russisch: Российский научный центр "Курчатовский Институт", Rossiejski naoetsnyj tsentr "Koertsjatovski institoet"; Russisch Onderzoekscentrum "Koertsjatov-instituut") in Moskou is het belangrijkste onderzoeks- en ontwikkelingsinstituut in Rusland op het gebied van kernenergie. Het is genoemd naar Igor Koertsjatov, een pionier van kernenergie en kernwapens in de Sovjet-Unie. In de Sovjet-Unie stond het bekend onder de naam Koertsjatov-instituut voor Atoomenergie (Russisch: Институт Атомной Энергии им. И.В. Курчатова; afgekort: КИАЭ; KIAE). Het is ondergeschikt aan het Federaal Agentschap voor Kernenergie (vroeger: Russisch ministerie van atoomenergie).
In 1943 werd het geformeerd onder de codenaam "Laboratorium Nr. 2 van de USSR Academie der Wetenschappen" voor de ontwikkeling van kernwapens. Tot 1991 werd het bestuurd door het Ministerie van Atoomenergie en na het uiteenvallen van de Sovjet-Unie werd het in november 1991 omgezet naar het Russisch Onderzoekscentrum en kwam het direct onder de Russische regering te vallen. Naar eigen zeggen wordt de directeur van het instituut aangesteld door de Russische premier op basis van aanbevelingen door het Federaal Agentschap voor Kernenergie.